# Jednostki Wojska Polskiego imienia Stefana Batorego

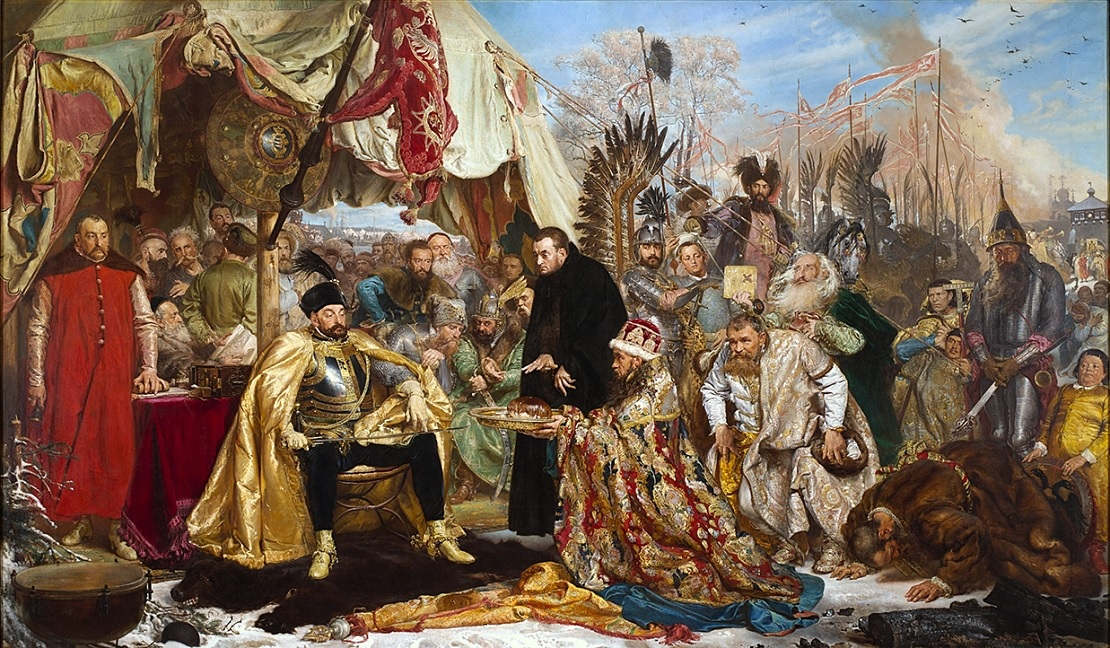
Stefan Batory pod Pskowem, Jan Matejko

Jednostki Wojska Polskiego imienia Stefana Batorego
- 27 Pułk Ułanów im. Króla Stefana Batorego
- 81 Pułk Strzelców Grodzieńskich im. Króla Stefana Batorego
- 27 Pułk Zmechanizowany im. Króla Stefana Batorego
- 4 (7) Gliwicki Pułk Piechoty im. Stefana Batorego
- 29 Szczecińska Brygada Zmechanizowana im. Króla Stefana Batorego
- 3 Pułk Rakiet im. króla Stefana Batorego